# 新宿オークシティ
新宿オークシティ（しんじゅくオークシティ）は、東京都新宿区西新宿の青梅街道沿いにある複合施設。いずれも淀橋浄水場の跡地ではなく、新宿区立淀橋第二中学校（合併・廃校）の跡地を含む西新宿六丁目南地区再開発で生まれたビル群である。

## 概要
新宿オークシティは、東京都市計画「新宿副都心計画」ならびに「東京都（区）都市再開発方針」の基本方針に基づき、新宿副都心にふさわしい街づくりを目指した再開発事業の施設建設物である。1971年に新宿主催の再開発に関する第1回説明会が開催されるが、住友不動産新宿オークタワーでは地権者の反対が多く、業界では「3大難開発」と呼ばれていた。準備組合の解散等もあったが、1985年に再度準備組合を設立、2000年1月に本組合設立を経て2月に本工事着工。2002年11月竣工という足掛け31年の長きに渡る再開発事業となった。
住友不動産が運営する住友不動産新宿オークタワーおよび住居棟のオークコート、日本土地建物が運営する日土地西新宿ビル、新宿区内の中小企業の振興を目的とした新宿区立産業会館(BIZ新宿）、青梅街道側の店舗施設であるオークテラスで構成される。中心的な建物である住友不動産新宿オークタワーと日土地西新宿ビルは、多くの企業がテナントとして入り、ビル内には飲食店なども入っている。また、住友不動産新宿オークタワー、日土地西新宿ビル、オークコートの中央3棟間の街路的空間には屋根を架け、内部空間として全体のエントランスホールとしている。

## 住友不動産新宿オークタワー
2003年1月に竣工した鮮やかな青色のガラス張りで統一されたビル。頂部は翼をモチーフとした。ビルの20階にスカイロビーを配置し、エントランスホールであるガレリアからシースルーのシャトルエレベーターによる直通輸送を行い、スカイロビーで高層階ローカルエレベーターに乗り換える交通計画を採用した。

### 主なテナント
| - Jトラストグローバル証券 - トレノケート - アイ・ロジック - アライアンスパートナーズ - エフピコ東京本社（登記上の本店は広島県福山市） - エンパワー（買取大吉） - オービックビジネスコンサルタント - 情報技術開発 - ジャストシステム東京本社（登記上の本店は徳島市） | - 大成建設東京支店 - ツナミ - コグニビジョン - 日本シグマックス - PTCジャパン - NEXCOシステムソリューションズ - LINE - 株式会社ジーニー |

## 日土地西新宿ビル
2002年11月に竣工した鮮やかな青色のガラス張りで統一された複合ビル。22階以上にはハイグレードな住宅を配置、22階以下を事務所とした。

### 主なテナント
- メディカルスキャンニング新宿
- 知財翻訳研究所
- アンシス・ジャパン
- イーオン東京本社

## オークコート
2002年11月竣工。地権者住宅を含む総戸数74戸の共同住宅。うち38戸は貸室。

## 新宿区立産業会館
2002年11月竣工。区内の中小企業の振興を目的に作られた新宿区立の建物で、区内の企業・在勤者向けにホールや研修室の貸し出し、各種イベント・セミナーなどを開催している（諸施設の利用は有料。詳細は下記外部リンク参照の事）。愛称は「BIZ新宿（ビィズまたはビズしんじゅく）」

## オークテラス
青梅街道に面し地権者店舗施設として建てられる。ファミリーマート、C&C、なか卯等が出店。

## 関連施設
- 成子子育地蔵尊 - 敷地の北西角にある。

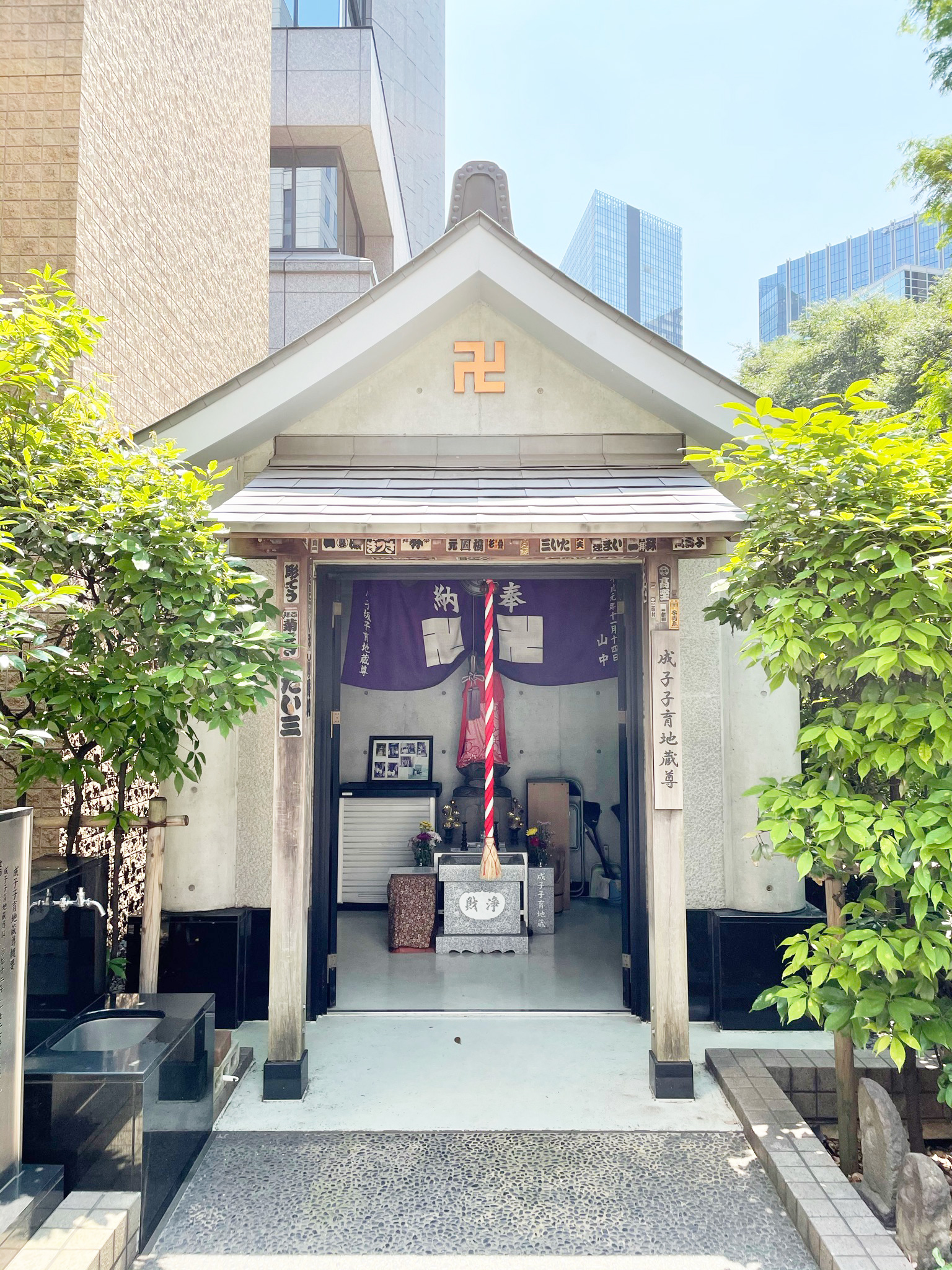
成子子育地蔵尊

## アクセス方法など
- 新宿駅より徒歩9分
- 都営大江戸線都庁前駅徒歩6分
- 地下鉄丸ノ内線西新宿駅徒歩3分
- 駐車場あり（有料）

### 注
1. ↑  2007年に住友不動産社長に就任した小野寺研一が、この地区の担当した時、部下と一緒に粘り強い交渉で開発を実現させた[3]。